# Вершники пустелі (фільм, 1932)
«Вершники пустелі» (англ. Riders of the Desert) - вестерн 1932 року режисера Роберта Н. Бредбері. У фільмі знімались Боб Стіл, Гертруда Мессінгер, Ел Сент-Джон, Джордж "Габбі" Гейес, Джон Елліотт та Горас Карпентер. Фільм був випущенній 24 квітня 1932 року компанією Sono Art-World Wide Pictures .   

## У ролях
- Боб Стіл - Боб Г'юстон
- Гертруда Мессінгер - Барбара Рейнольдс
- Ел Сент-Джон - Слім
- Джордж "Габбі" Гейес - Хешнайф Брукс
- Джон Елліотт - Г'юстон
- Горацій Карпентер - Джим Рейнольдс
- Джо Домінгуес - Гомес
- Грег Вайтспір - Апач Джо
- Луїза Карвер - Бак Лоулор
- Текс О'Ніл - Кочімо

## Зовнішні посилання
- Riders of the Desert на сайті IMDb (англ.)